# Saint-Michel-Escalus
Saint-Michel-Escalus is een gemeente in het Franse departement Landes (regio Nouvelle-Aquitaine) en telt 231 inwoners (1999). De plaats maakt deel uit van het arrondissement Dax.

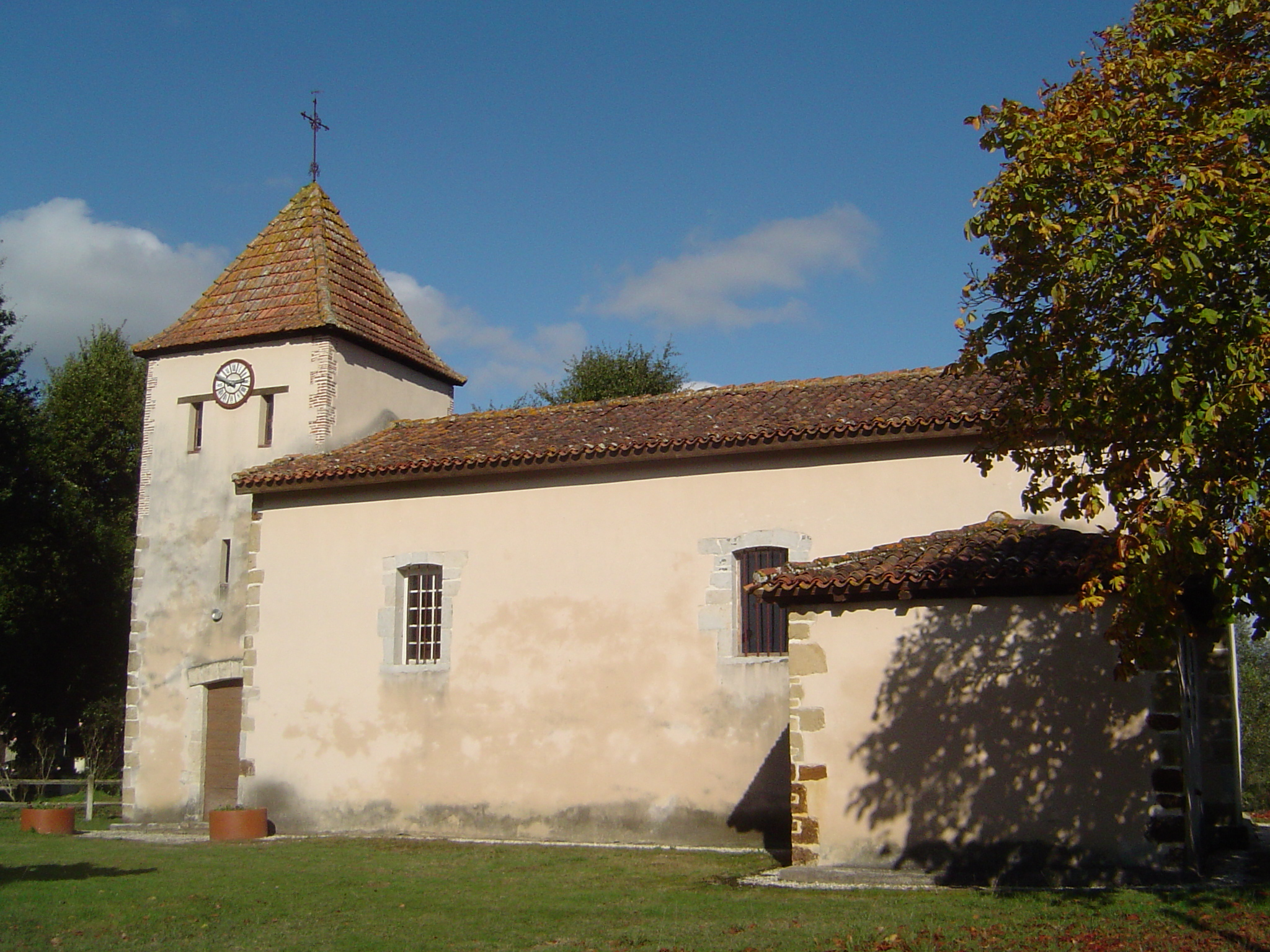
Kerk St Pierre d'Escalus
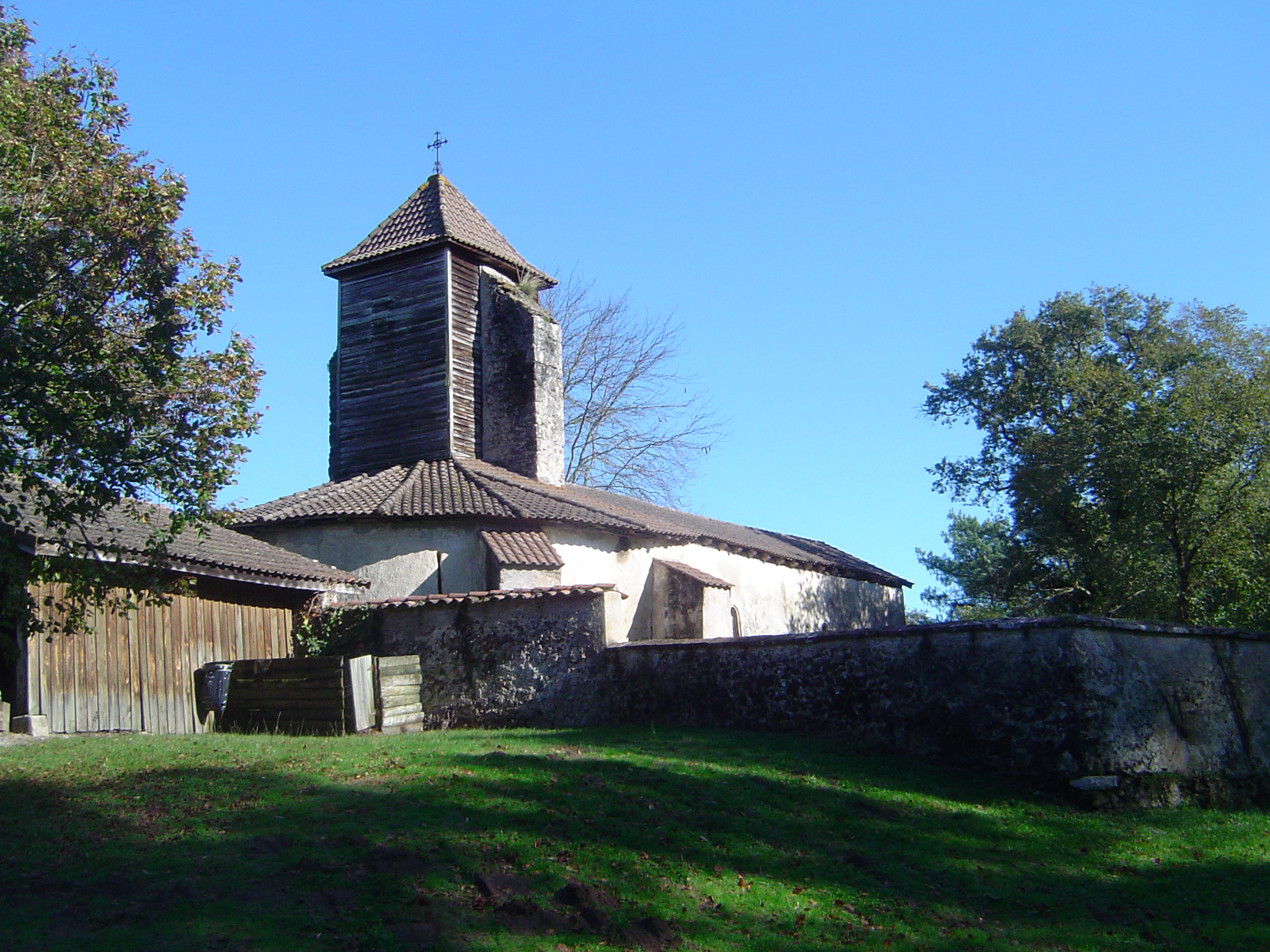
Kerk St-Michel de Gieure

## Geografie
De oppervlakte van Saint-Michel-Escalus bedraagt 17,9 km², de bevolkingsdichtheid is 12,9 inwoners per km².
De onderstaande kaart toont de ligging van Saint-Michel-Escalus met de belangrijkste infrastructuur en aangrenzende gemeenten.

## Demografie
Onderstaande figuur toont het verloop van het inwonertal (bron: INSEE-tellingen).